# Hanebånd
Hanebåndet er den bjælke, der ligger på tværs øverst i et tagspær – fx i et klassisk hanebåndsspær. Hanebåndets funktion er at støtte tagspæret mod skred i spidsen (i kip). For neden støttes spæret af remmen, der med en tværbjælke parallelt med hanebåndet er forbundet til modsatte rem. I et åbent loftsrum vil spær og hanebånd fremstå som et A. Hvis det er muligt under hensyntagen til tagets hældning (rejsning), placeres hanebåndet så højt, at man kan gå oprejst under det og eventuelt montere loftbeklædning på undersiden.
Mange formoder at navnet kommer af, at hanebåndet er det sted, hvor hanen flyver op og hviler for natten, men dette bør verificeres med en historisk kilde.
| Arkitektur | Spire Denne arkitekturartikel er en spire som bør udbygges. Du er velkommen til at hjælpe Wikipedia ved at udvide den. |